# Euophrys nangqianensis
Euophrys nangqianensis es una especie de araña saltarina del género Euophrys, familia Salticidae. Fue descrita científicamente por Hu en 2001.
Habita en China.